# يوهان جورج فيشر (شاعر)
يوهان جورج فيشر (بالألمانية: Johann Georg Fischer)‏ هو شاعر ألماني، ولد في 25 أكتوبر 1816 في زوسن في ألمانيا، وتوفي في 4 مايو 1897 في شتوتغارت في ألمانيا.

## وصلات خارجية
- يوهان فيشر على موقع ميوزك برينز (الإنجليزية)